# Игнойла
И́гнойла (карел. Ignoilu) — посёлок в составе Вешкельского сельского поселения Суоярвского района Республики Карелия России.

## География
Расположен на берегу реки Шуя.
В черте посёлка, на реке Шуя, расположена действующая c 1936 года малая ГЭС «Игнойла».

## Название
По одной из версий, название посёлка происходит от его основателя (жителя) Игнатия Бурчастоя или Бурчова.

## Население
| 2002 | 2009 | 2010 | 2013 |
| ---- | ---- | ---- | ---- |
| 4    | ↘3   | ↗5   | ↘4   |